# 디스아너드
《디스아너드》는 아케인 스튜디오가 개발하고 베데스다 소프트웍스가 2012년 배급한 스텔스 액션 어드벤처 비디오 게임이다. 2012년 10월에 마이크로소프트 윈도우, 플레이스테이션 3, 그리고 엑스박스 360용으로 전 세계에서 출시되었다. 던월이라는, 가상의 전염병에 시달리는 산업 도시를 배경으로 한 《디스아너드》는 이 제도를 다스리는 여제의 보디가드인 코르보 아타노의 이야기를 그리고 있다. 그는 살인 혐의로 체포되었으나, 암살자가 되어 그에게 칼을 겨눈 자들에게 복수를 다짐한다. 코르보는 던월을 되찾기 위해 싸우는 로열리스트 그룹과 자신에게 마법 능력을 준 강력한 존재인 아웃사이더에게 도움을 받는다. 수전 서랜던, 브래드 두리프, 캐리 피셔, 마이클 마센, 레나 헤디, 클로이 그레이스 머레츠를 비롯한 여러 유명 배우가 음성을 제공했다.
이 게임은 일인칭 관점에서 진행되며, 플레이어 선택에 중점을 두어 다양한 방식으로 일련의 암살 임무를 수행할 수 있다. 임무는 스텔스, 전투, 또는 두 가지를 조합하여 완료할 수 있다. 각 레벨을 탐색하면 임무 목표를 달성하기 위한 새로운 경로와 대안이 열리고, 치명적이지 않은 방식으로 코르보의 목표를 모두 제거하여 모든 임무를 완수할 수 있다. 스토리와 임무는 플레이어의 폭력적 행동이나 폭력을 금하는 행동으로 하여금 변경된다. 마법 능력과 장비는 결합하여 새롭고 다양한 효과를 창조할 수 있게 설계되었다.
3년의 제작 기간 동안 《디스아너드》는 여러 버전이 개발되었다. 19세기 후반의 런던과 에딘버러에서 영감을 얻은 던월이 생기기 전, 이 게임은 중세 일본과 17세기 런던을 배경으로 할 예정이었다. 개발하는 동안, 예상치 못한 결과를 수집하기 위해 기용된 테스트 플레이어는 사용 가능한 능력과 기능을 악용하는 방법을 발견했다. 디자이너는 이에 맞추어 레벨을 일부 재설계했다. 19세기 런던을 대변한 《디스아너드》의 음악은 작곡가 다니헬 리히트가 제작했다.
《디스아너드》는 미션의 개별적인 서사와, 자유에 초점을 맞춘 플레이에 긍정적인 평가를 받았다. 비평가들은 예측 가능한 포괄적인 내러티브와 캐릭터의 조종에서 나타나는 문제점을 지적했다. 《디스아너드》는 출시 후 여러 개의 상을 수상했다. 2012년 스파이크 비디오 게임강의 최고의 액션 어드벤처 게임과 2013년 BAFTA상의 2012년 최고의 게임 어드벤처 게임으로 선정되는 등 2012년 최고의 액션 어드벤처 게임이자 그해 최고의 게임 중 하나인 것으로 인정받았다. 《디스아너드》는 이후 암살자 다우드의 구원을 주제로 한 추가 컨텐츠로 보충되었다. 플레이스테이션 4, 엑스박스 원용으로 개발된 게임이 2015년 8월에 출시되었다. 후속편인 《디스아너드 2》는 2016년 11월 11일에 출시되었다.

## 평가
| 평가 |                                                                   |
| --- | ----------------------------------------------------------------- |
| 통합 점수 통합사 점수 게임랭킹스 (PC) 91% [ 3 ] (PS3) 90% [ 4 ] (X360) 89% [ 5 ] 메타크리틱 (PC) 91/100 [ 6 ] (PS3) 89/100 [ 7 ] (X360) 88/100 [ 8 ] (PS4) 80/100 [ 9 ] (XONE) 76/100 [ 10 ] 평론 점수 평론사 점수 CVG 9.5/10 [ 11 ] 유로게이머 8/10 [ 12 ] G4 4.5/5 [ 13 ] 게임 인포머 8.75/10 [ 14 ] 게임스팟 9/10 [ 15 ] 자이언트 밤 [ 16 ] IGN 9.2/10 [ 17 ] The Escapist [ 18 ] News.com.au [ 19 ] The Daily Telegraph [ 20 ] The Verge 9/10 [ 21 ] |                                                                   |
| 통합 점수 |                                                                   |
| 통합사 | 점수                                                              |
| 게임랭킹스 | (PC) 91% (PS3) 90% (X360) 89%                                     |
| 메타크리틱 | (PC) 91/100 (PS3) 89/100 (X360) 88/100 (PS4) 80/100 (XONE) 76/100 |
| 평론 점수 |                                                                   |
| 평론사 | 점수                                                              |
| CVG | 9.5/10                                                            |
| 유로게이머 | 8/10                                                              |
| G4 | 4.5/5                                                             |
| 게임 인포머 | 8.75/10                                                           |
| 게임스팟 | 9/10                                                              |
| 자이언트 밤 | [ 16 ]                                                            |
| IGN | 9.2/10                                                            |
| The Escapist | [ 18 ]                                                            |
| News.com.au | [ 19 ]                                                            |
| The Daily Telegraph | [ 20 ]                                                            |
| The Verge | 9/10                                                              |